# Atlantean Kodex
Atlantean Kodex est un groupe allemand de heavy metal, originaire de Vilseck.

## Historique
Le groupe est fondé en 2005 par Manuel Trummer (guitare) et Florian Kreuzer (basse). Les autres membres Markus Becker (chant), Michael Koch (guitare) et Mario Weiß (batterie) les rejoignent deux ans plus tard. En 2007, ils sortent la démo The Pnakotic Demos, suivie des EP A Prophet in the Forest et The Pnakotic Vinyls deux ans plus tard. Le groupe se produit dans des festivals, tels que Keep It True, le Hammer of Doom, The Up the Hammers à Athènes, le Dublin Doom Day et le Doom Metal Inquisition à Bradford en 2009. Atlante Kodex signe sur le label italien Cruz del Sur Music. En 2010, le premier album The Golden Bough sort. Le titre vient du livre Le Rameau d'or de l'anthropologue écossais James George Frazer, qui croit que toutes les religions en Europe ont évolué à partir de la pensée magique des gens de l'âge de pierre.
L'album est l'album du mois dans les magazines Rock Hard, Heavy or what? et Metal Hammer en Grèce. En 2011, Atlantean Kodex se produit au Rock Hard Festival, en 2012, il est annoncé pour le festival Bang Your Head !!!, mais doit annuler son apparition. L'album The White Goddess sort le 4 octobre 2013 et a de nouveau d'excellentes critiques dans la presse spécialisée, y compris la meilleure note du magazine Rock Hard. En 2014, le groupe joue aux festivals Bang Your Head, Keep It True et Party.San, et trois ans plus tard, à nouveau à Keep It True.
En mai 2019, le guitariste Michael Koch quitte le groupe pour des raisons de santé. Il est remplacé par Coralie Baier du groupe Antipeewee. Le 13 septembre 2019, le troisième album studio The Course of Empire paraît, il entre dans les charts allemands à la 49e place.

## Discographie
Albums
- 2010 : The Golden Bough
- 2013 : The White Goddess
- 2019 : The Course of Empire

EPs
- 2008 : A Prophet in the Forest
- 2009 : The Pnakotic Vinyls

Autres
- 2006 : The Hidden Folk (split avec Vestal Claret)
- 2007 : The Pnakotic Demos (démo)
- 2009 : The Annihilation of Königshofen (live)
- 2010 : The Pnakotic Demos + Fragments of Yuggoth
- 2010 : The Annihilation of Nürnberg (live)
- 2017 : The Annihilation of Bavaria (live)

## Crédit d'auteurs
- (de) Cet article est partiellement ou en totalité issu de l’article de Wikipédia en allemand intitulé « Atlantean Kodex » (voir la liste des auteurs).